# Elizabeth McKinnon
Pour les articles homonymes, voir McKinnon.
Elizabeth McKinnon, née le 13 janvier 1925 et morte le 24 juin 1981, est une athlète australienne.
En 1948, aux Jeux olympiques à Londres, elle remportait l'argent en relais 4 × 100 m avec Shirley Strickland, June Maston et Joyce King.

## Palmarès

### Jeux olympiques d'été
- Jeux olympiques d'été de 1948 à Londres ( Royaume-Uni)
  -  Médaille d'argent en relais 4 × 100 m

## Sources
- (en) Cet article est partiellement ou en totalité issu de l’article de Wikipédia en anglais intitulé « Betty McKinnon » (voir la liste des auteurs).